# Chiharu Shida
Pour les articles homonymes, voir Shida.
Chiharu Shida (志田 千陽, Shida Chiharu), née le 29 avril 1997 à Hachirōgata,, est une joueuse japonaise de badminton.

## Carrière
En paire avec Nami Matsuyama, elle remporte la médaille de bronze du double dames aux Jeux olympiques d'été de 2024.